# Мерефа (станция)
Мерефа (укр. Мерефа) — железнодорожная станция Южной железной дороги, находящаяся в одноименном городе и являющаяся его основным транспортным узлом. Узловая станция 2 класса, относится к пассажирским станциям.Электрифицирована постоянным током 3000 вольт. На станции производится сортировка грузовых вагонов. Поезда дальнего следования по станции Мерефа не останавливаются.

## Сооружения
Помимо жилых домов для сотрудников железной дороги, имеются здание вокзала, отреставрированное в 2007 году, амбулатория, ЛОВД, котельная, а также погрузочная рига.

## Поезда
Участки Харьков — Мерефа, Мерефа — Змиёв, Мерефа — Лозовая, Мерефа — Красноград обслуживаются исключительно электропоездами ЭР2, ЭР2Р, ЭР2Т депо Харьков. Участок Мерефа — Люботин обслуживается исключительно электропоездами ЭР2 депо Люботин. В чётном направлении поезда идут до станции Харьков-Пассажирский, Буды, Люботин; в нечётном — до станций Змиёв, Борки, Лихачёво, Беляевка, Лозовая, Близнецы, Гавриловка, Языково, Гусаровка, Власовка, Красноград.